# NIZA
NIZA (* 17. September 1992; bürgerlich Olak Grütter) ist ein Schweizer Musikproduzent und Künstler, der seit Anfang 2016 bei Sony Music Publishing unter Vertrag steht. 2015 machte er unter anderem durch Produktionen für Kool Savas, Kurdo und Fard auf sich aufmerksam.

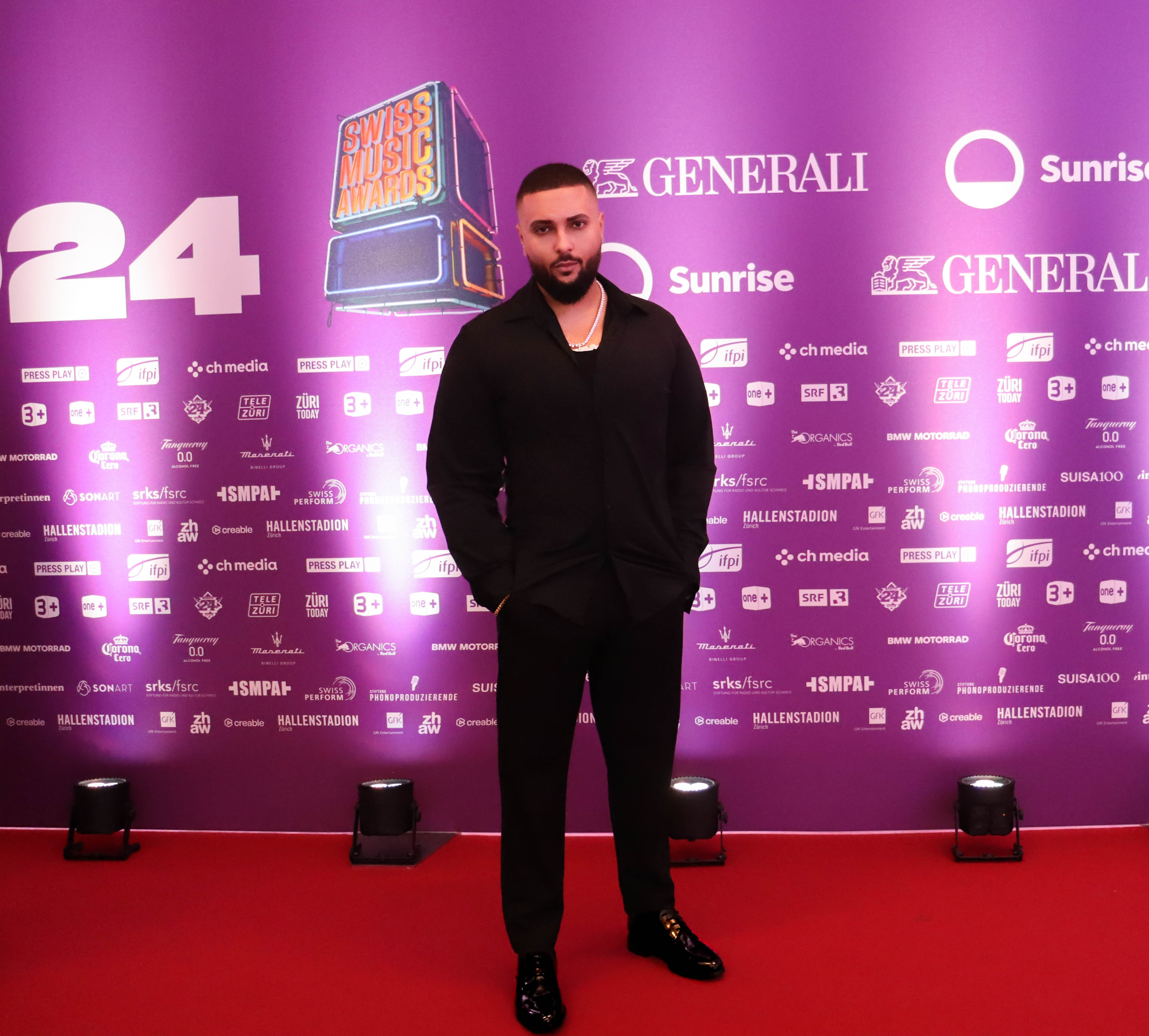
NIZA an den Swiss Music Awards

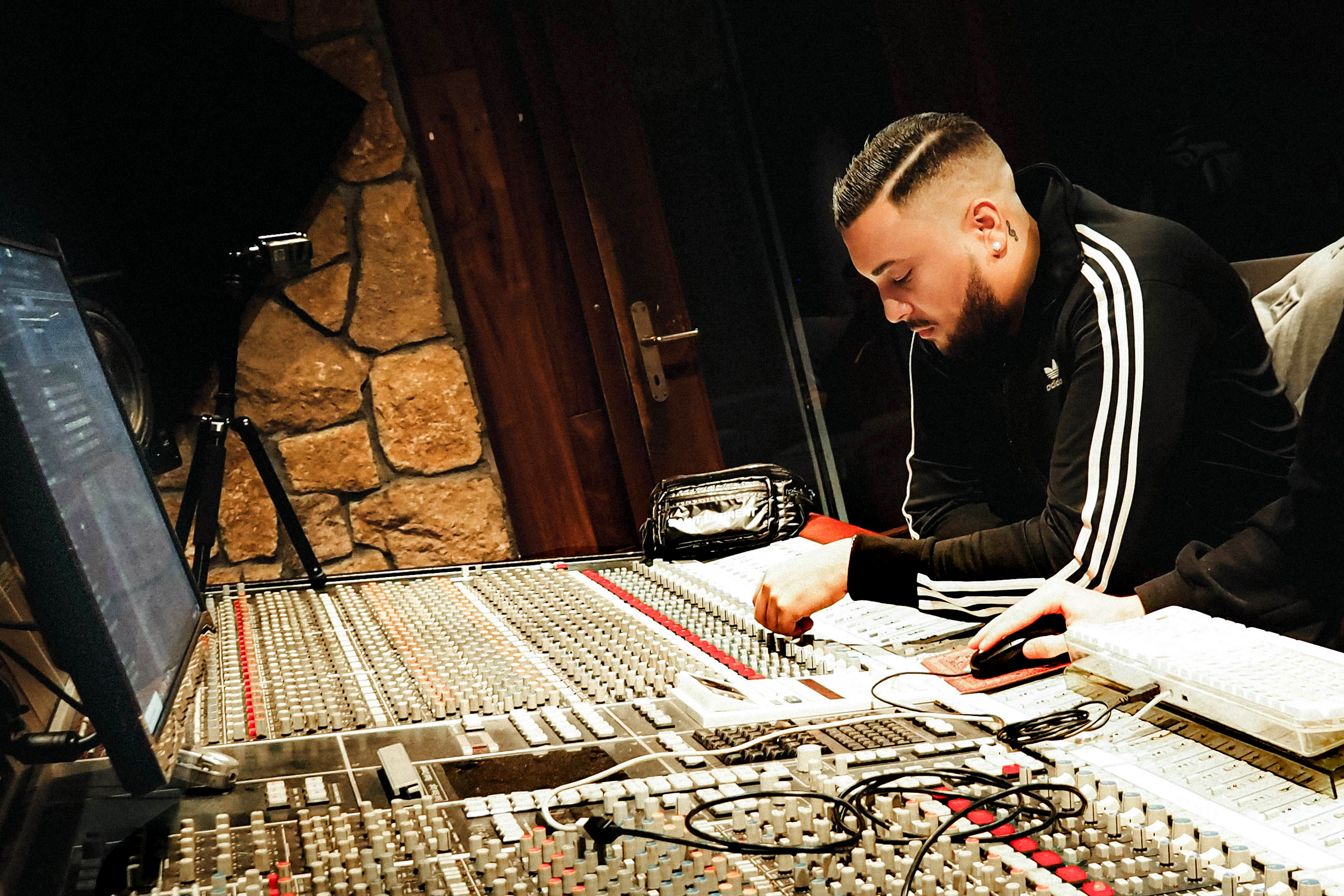
NIZA

## Musikalischer Werdegang
Mit 16 Jahren produzierte und nahm Olak Grütter unter dem Namen „Nizar“ sein erstes Mixtape Butterfly Effect auf, welches er via Myspace verbreitete. Der Nachfolger Farbeblind erschien im Jahr 2012 via iTunes. Im Jahr 2014 wurde NIZA vom mehrfach ausgezeichneten Gold- und Platinproduzenten KD-Beatz entdeckt. Es folgten Produktionen für deutsche Künstler wie z. B. Miami Yacine, 18 Karat und Samra.
Mit dem Track Waldbrand vom vierten Soloalbum Märtyrer von Kool Savas wirkte NIZA erstmals auf einem offiziellen Release mit. Märtyrer stieg in Deutschland und in der Schweiz auf Platz 1 der Albumcharts ein und wurde in Deutschland mit einer goldenen Schallplatte ausgezeichnet.
Im Juli 2019 gründete NIZA mit seinem Geschäftspartner Mike Buck den Musikverlag No Love Rights Management, der sich im Bereich Publishing und Management für Musikproduzenten spezialisiert. Im selben Jahr produzierte NIZA das Album "Week of the Legend" des Rappers S4MM. Ebenfalls veröffentlichte er die Kollabo-EP "High Five" mit dem Sänger Young Zerka. Zu Beginn des Jahres 2020 wurde NIZA von den Top Music Awards in Albanien zum Artist des Jahres nominiert.

## Referenzen
Die folgende Liste dient zur Übersicht von Künstlern mit denen NIZA zusammengearbeitet hat:
- 18 Karat
- Asche
- Amar
- Azad
- AJÉ
- Bass Sultan Hengzt
- BEKA
- Criz
- Cr7z
- Curse
- Calo
- Dú Maroc
- Eunique
- Eko Fresh
- Fler
- Farid Bang
- Fard
- Gringo
- Hanybal
- Hemso
- Haftbefehl
- ILLMILL
- Joka
- Jeyz
- Joelz
- Kurdo
- Kool Savas
- Kianush
- Kollegah
- Keepman
- Krime
- King Orgasmus One
- Kaled
- Kolja Goldstein
- Karbal
- Moe Mitchell
- Manuellsen
- Mert
- Mudi
- Miami Yacine
- Marlo
- Malik Montana
- Massiv
- Mosh36
- NLE Choppa
- Noizy
- Nate57
- Olexesh
- OTW
- Payy
- Play69/Bojan
- PA Sports
- Reda Rwena
- Ramo
- Samra
- Soolking
- Samson Jones
- Silla
- S4MM
- Summer Cem
- Tone
- The Outlawz
- Vega
- Veysel
- Young Zerka
- Yuzuf
- Yonii
- Z
- Zuna

## Diskografie
- 2014: Kurdo – Schwarz Matte Kalasch
- 2014: Kool Savas – Waldbrand  ft. Curse, Tone & Moe Mitchell
- 2015: Hanybal – Überall drama
- 2015: Kurdo – Immer noch ich
- 2015: Zuna – Hurensohn Single
- 2015: Amino – Mein Mädchen
- 2015: Silla – Deadline
- 2015: Manuellsen – Intro (Killemall) Single
- 2015: Manuellsen – Nachtschicht 3 Single
- 2015: JokA – Polaroid Single
- 2015: Fard – Ich bin nicht so eine
- 2016: Kurdo – 9MM Single
- 2016: Kurdo – Pelzkragen
- 2016: 18 Karat – Kein Rapper Single
- 2016: 18 Karat – Was solls Single
- 2016: 18 Karat – Get Rich or Die Trying
- 2016: 18 Karat – Weil ein Gangsta nicht liebt
- 2016: 18 Karat – Meine Mucke
- 2016: 18 Karat – Meine Jungs
- 2016: Mert – AMK
- 2016: Payy – 180
- 2016: Payy – Seit Tag 1 ft. Nate57
- 2016: Payy – Keine Aussage Single
- 2017: Kianush – Skit
- 2017: Kurdo – Schatten des Ruhms
- 2017: Kurdo – Stalin ft. Kollegah & Farid Bang
- 2017: 18 Karat – Fmfl 2.0 Single
- 2017: 18 Karat – Ich glaub an dich
- 2017: 18 Karat – Illegaler Lifestyle
- 2017: 18 Karat – Braun grün gelb lila ft. Play69
- 2017: 18 Karat – Crackcity
- 2017: 18 Karat – Dieser Weg
- 2017: 18 Karat – Fick Rap
- 2017: Mudi - Verzeih mir
- 2017: Criz ft. Blut & Kasse - Tacheles
- 2017: Samson Jones ft. Meezy – Maschine
- 2017: Albanian Outlawz ft. The Outlawz (USA) – O4L
- 2017: PA Sports – Millionäre
- 2017: Silla - Blumenbeet Single
- 2017: Silla ft. Mazen X & Sna - Gun ziehen Single
- 2017: Kurdo & Majoe – Der Lügenbaron (Skit)
- 2017: Kurdo & Majoe – Pinocchio
- 2017: Miami Yacine – Sag nicht's
- 2017: Veysel – Spielgeld ft. Eunique
- 2017: Veysel – WLSS
- 2017: Veysel ft. Eko Fresh – Enemies
- 2017: Jeyz – So machen wir das hier Pt.2
- 2017: Jeyz ft. PA Sports – Wenn der Vorhang fällt
- 2018: PA Sports & Kianush – Underdogs
- 2018: Dú Maroc – Trebendo
- 2018: Amar – Sayajins ft. Azad & Yonii Single
- 2018: Z – Balotelli Single
- 2018: Summer Cem – Shukran für nix
- 2018: Jeyz & Calo – Milano Single
- 2018: Mert ft. Mazer – Diggi
- 2018: Reda Rwena ft. Olexesh – SMS SMS
- 2018: S4MM – 1 Gur, 2 Plluma Single
- 2018: Hemso - Wenn es Nacht wird Single
- 2018: Mc Raymon - Horoskop ft. Silla Single
- 2018: Keepman ft. Young Zerka – SMILE Single
- 2019: S4MM – Janari Single
- 2019: ILLMILL – Off Records Single
- 2019: Play69 – International Blogs (Türkei)
- 2019: Young Zerka ft. Albanian Outlawz & Dalmo – Ting Ting Single
- 2019: Hanybal ft. Krime – Streetlife Single
- 2019: Yuzuf – Anthrazit
- 2019: Kianush – Full Automatic
- 2019: 18 Karat – Fmfl 3.0 Single
- 2019: S4MM – Mir se vjen Single
- 2019: S4MM – Dek i ri Single
- 2019: S4MM – Mos um fol Single
- 2019: S4MM – E preferume Single
- 2019: S4MM – Vizion Single
- 2019: S4MM – Gunshots ft. Illmill Single
- 2019: S4MM – The Best Single
- 2019: Ramo – Badboy ft. Marlo
- 2019: Dj Geek x Tani – The Feeling
- 2019: Plisa ft. Samra – Placebo
- 2019: Malik Montana – Mitoman
- 2019: NIZA x Young Zerka – Y.o.u Single
- 2019: NIZA x Young Zerka – Let Me Thru Single
- 2019: NIZA x Young Zerka – Caramela
- 2019: NIZA x Young Zerka – Whine 4 Me Single
- 2019: NIZA x Young Zerka – Pa Ndjenja
- 2020: S4MM – RRUGT
- 2020: Cr7z – Stix
- 2020: Hemso – Gib mir den Batzen ich zähl
- 2020: Hemso – Bang Bang
- 2020: AJÉ – Patte
- 2020: AJÉ – Fugazi Ft. OTW
- 2020: S4MM – Puerto Rico ft. Noizy Single
- 2020: Jeyz – Kalt wie Stahl
- 2021: King Orgasmus One – Leben Am Limit
- 2021: King Orgasmus One – Vulkan
- 2021: Massiv & Manuellsen - Denkmal Single
- 2021: Fler Präsentiert: Frank White & Sultan Hengzt - Sternklare Nacht Single
- 2021: S4MM - Bitch Boy
- 2021: Mosh36 - NCCT 2 ft. Bronxxx030 & Buggy Bugs
- 2022: Massiv - Arab Wave Single
- 2022: Manuellsen - Ruhrpott Original
- 2022: Manuellsen - Star Section ft. Muntu & Kyle Flamigni
- 2022: Manuellsen - Märkisches Viertel ft. Vega
- 2022: Massiv - Für immer Jung Single
- 2023: Massiv - Mein Name ft. Kaled
- 2023: Massiv - YA HOBI ft. Arroganter Pate Single
- 2023: Manuellsen - KADR ft. Kolja Goldstein Single
- 2023: Manuellsen - Poppin‘ ft. Haftbefehl
- 2023: Manuellsen - Kein Erbarmen ft. Karbal & Asche
- 2023: S4MM - Pull Up
- 2024: Gringo - LaLa ft. Soolking Single
- 2024: Asche - Slim Shady Single
- 2024: King Orgasmus One - Sound für die Hood ft. Avaz & Dadash069
- 2024: Joelz - To the Fullest ft. NLE Choppa
- 2025: Silla - Warriors ft. Azad, Jonesmann & Jay MSLDR Single
- 2025: Manuellsen & Karbal - Hotel California